# Wüstenschiffe – Von Kamelen und Menschen
Wüstenschiffe – Von Kamelen und Menschen ist ein österreichischer Dokumentarfilm des Regisseurs Georg Misch über Kamele. Die ORF-Dokumentation folgt den Routen der Karawanen und erzählt Kamelgeschichten aus Saudi-Arabien, Asien und Afrika, von den Anfängen bis zur Gegenwart der mehr als 5000-jährigen Koexistenz von Mensch und Kamel. Die Erstausstrahlung erfolgte am 4. Oktober 2012 in Österreich im Rahmen der Fernsehserie Universum. Auf arte wurde der Dokumentarfilm am 21. Dezember 2012 und auf Das Erste am 8. Januar 2013 gesendet.

## Handlung
Kamele sind die Überlebenskünstler der Wüste. Sie können bis zu zehn Monate ohne einen Tropfen Flüssigkeit überleben, dann in nur 15 Minuten über 200 Liter Wasser aufnehmen und sogar Meerwasser verdauen. Die Domestizierung dieser Tiere als Transportmittel ermöglichte den Beginn des antiken Fernhandels, denn Kamele überbrückten zum ersten Mal Distanzen von tausenden Kilometern in oft lebensfeindlichen Gebieten und wurden so zum Rückgrat der Salz- und Weihrauchkarawanen. Für große Teile Afrikas, Asiens und die Beduinen Arabiens sind Kamele auch heute noch die wichtigste Quelle für Milch, Fleisch, Leder und Wolle sowie Dung als Brennstoff. Die Beduinen nennen das Kamel deswegen Al-Ata Allah, die „Gottesgabe“.
Regisseur Georg Misch untermalt in dieser Dokumentation die Bedeutung der Kamele für den Menschen mit bewegten Bildern. Erst seit rund 5.000 Jahren hat sich der Mensch das Kamel zu Nutze gemacht, um mit seinem „Geschenk Allahs“ die wüsten und trockensten Gebiete der Welt zu bezwingen. Die Wertschätzung der Tiere geht in Saudi-Arabien so weit, dass der Staat Spitäler nur für Kamele eingerichtet hat, wo kranke Kamele aus ganz Saudi-Arabien und sogar aus Nachbarländern dort gratis behandelt werden.
In der Türkei versammeln sich jährlich 20.000 Menschen und 120 Kamele nahe den antiken Stätten von Ephesus bei Selcuk. Hier finden die traditionellen Kamelringkämpfen statt, bei denen speziell gezüchtet Kamelbullen gegeneinander kämpfen, aber dabei nicht zu Schaden kommen dürfen. Dafür sorgen die Beitzer dieser kostbaren Tiere.
Als der Mensch das Kamel auch nach Australien brachte, konnte durch ihre Hilfe das riesige Outback-Territorium erschlossen, die entlegensten Siedlungen mit Proviant zu beliefert, sowie der Bau von Telegrafenleitungen, Eisenbahnen und Landstraßen vorangetrieben werden. Nachdem Straßen- und Eisenbahnnetz fertig ausgebaut waren, hatte man für die Tiere jedoch keine Verwendung mehr und gab sie 1923 zum Abschuss frei. Doch einige hundert Kamele entkamen und vermehrten sich derart, dass die verwilderten Kamele heute zu einer regelrechten Plage geworden sind. Die ca. eine Million Tiere trinken Wasserlöcher und sogar Schwimmbäder leer. Da beim Autoverkehr eine Kollision mit einem Kamel oft tödlich endet, werden die Tiere mit Helikoptern von den Straßen vertrieben. Eine aktuelle Lösung der Dezimierung der Kamel hat ein Scheich gefunden, der die Tiere zusammentreiben und per Schiff auf die saudi-arabische Halbinsel bringen lässt, um sie als Rennkamel zu nutzen. 
In der Mongolei ist Regisseur Georg Misch mit den Wissenschaftern Chris Walzer und Pamela Burger auf der Suche nach den „baktrischen“ Kamelen, den letzten echten Wildkamelen des Planeten. Nur noch 400 Exemplare existieren in der Wüste Gobi, einem Gebiet, das halb so groß wie Österreich ist. Sie überleben extreme Temperaturschwankungen und begnügen sich mit Salzwasser. Trotz widrigster Umstände sind erste Aufnahmen von „Geisterkamelen“, wie sie auch genannt werden, in ihrem natürlichen Lebensraum gelungen.
Viele erstaunlichsten Fakten über Kamele gilt es aber auch noch zu entdecken. So haben die Beduinen ihr altes Wissen bewahrt. Sie schwören auf die Heilkraft von Kamelmilch und Kamelurin. Um das wissenschaftlich zu belegen, werden in modernen Labors die medizinischen Eigenschaften dieser beiden Zutaten erforscht. Eine Kamel-Käse-Produktion soll zukünftig auch in Europa erfolgen.